# Maksymilian Gajek
Maksymilian Marian Gajek (ur. 17 sierpnia 1944 w Porębie) – polski naukowiec, mechanik, specjalizujący się w obróbce skrawaniem, technologii budowy maszyn i inżynierii środowiska pracy; nauczyciel akademicki związany z opolskimi szkołami wyższymi.

## Życiorys
Urodził się w 1944 roku w Porębie, koło Zawiercia na Górnym Śląsku. Po ukończeniu szkoły średniej podjął studia na Wyższej Szkole Pedagogicznej w Opolu, które ukończył w 1969 roku, uzyskując tytuł magistra mechaniki. Następnie został zatrudniony jako asystent w Katedrze Mechaniki w swojej macierzystej uczelni. Był także członkiem rektorskiej Komisji ds. dydaktyki. W latach 1976–1978 oraz 1980-1981 piastował stanowisko zastępcy dyrektora do spraw dydaktyczno-wychowawczych Instytutu Techniki WSP w Opolu. W międzyczasie w 1980 roku uzyskał stopień naukowy doktora nauk technicznych w zakresie obróbki skrawaniem na Wydziale Budowy Maszyn Politechnice Poznańskiej. W latach 1981–1987 był zastępcą dyrektora do spraw naukowo-badawczych Instytutu Techniki WSP w Opolu, a następnie kierował Studium Nauczycielskiego kierunku "Praca-technika" na tej uczelni, które w 1989 roku zostało przekształcone w Wyższe Studium Zawodowe (do 1992 roku). W 1995 roku uzyskał stopień naukowy doktora habilitowanego nauk technicznych w zakresie eksploatacji i budowy maszyn. W 1996 roku został kierownikiem Zakładu Techniki w Katedrze Inżynierii Procesowej Uniwersytetu Opolskiego oraz otrzymał stanowisko profesora nadzwyczajnego.
Od 2000 roku związał się zawodowo z Politechniką Opolską, zostając kierownikiem Zakładu Techniki w Instytucie Matematyki, Fizyki i Chemii. W latach 2002–2007 był zastępcą dyrektora tego instytutu, a następnie przez rok dyrektorem Instytutu Techniki i Edukacji Informatycznej na Wydziale Edukacji Technicznej i Informatycznej PO. W 2008 roku został powołany na stanowisko dziekana tego wydziału, a po jego reorganizacji w 2010 roku został dziekanem Wydziału Inżynierii Produkcji i Logistyki. W 2011 roku prowadzony przez niego wydział otrzymał kategorię A od Ministerstwa Nauki i Szkolnictwa Wyższego.

## Dorobek naukowy
Jego zainteresowania naukowe koncentrują się wokół problemów związanych z eksploatacją i budową maszyn ze szczególnym uwzględnieniem obróbki skrawaniem. Szczegółowym obszarem dociekań naukowych Maksymiliana Gajka jest zagadnienie konstytuowania warstwy wierzchniej w procesie obróbki skrawaniem. Z tego zakresu jest on autorem bądź współautorem 4 monografii i około 70 prac naukowych. Ponadto zajmuje się zagadnieniami z zakresu inżynierii środowiska pracy. W tej dziedzinie jest również współautorem dwóch monografii i licznych opracowań naukowych. Wypromował dotychczas dwóch doktorów z zakresu obróbki skrawaniem oraz był recenzentem dwóch rozpraw doktorskich. Ponadto opracował trzy recenzje książek. Był opiekunem około 100 prac magisterskich.